# Francisco Mota Saraiva

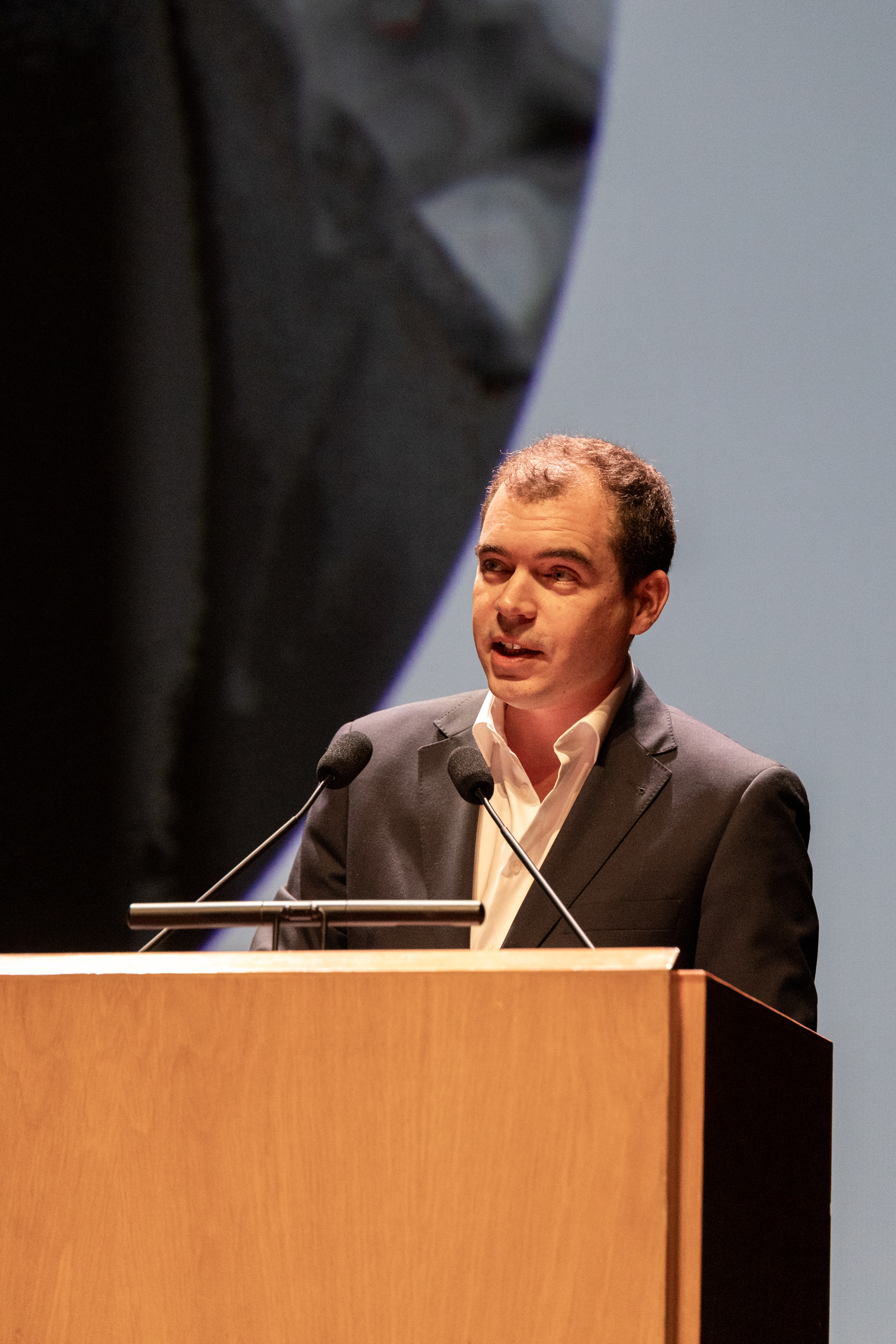
Francisco Mota Saraiva (2024)

Francisco Mota Saraiva (Coimbra, 1988) é um escritor português.

## Biografia
Francisco Mota Saraiva nasceu em Coimbra, em 1988.
É licenciado em Direito, pela Universidade Nova de Lisboa, e tem um mestrado em Direito e Gestão, pela Nova School of Business and Economics.
Vive em Lisboa e tem trabalhado como jurista e consultor quando a escrita não lhe ocupa o tempo nem o lugar.
Em 2021, foi-lhe concedida uma bolsa de criação literária, pela Direcção-Geral do Livro, Arquivos e Bibliotecas, e, em 2023, uma residência literária pela Fundação Eça de Queiroz.
“Aqui Onde Canto e Ardo” foi o seu primeiro romance publicado e venceu, em 2023, o Prémio Literário Revelação Agustina Bessa-Luís.
Em 2024, foi distinguido com o Prémio Literário José Saramago, com o inédito “Morramos ao menos no porto”.

## Livros
| Ano  | Título                     | Editora |
| ---- | -------------------------- | ------- |
| 2025 | Morramos ao menos no porto | Quetzal |
| 2024 | Aqui Onde Canto e Ardo     | Gradiva |

## Prémios
| Ano  | Prémio                                         | Ref.  |
| ---- | ---------------------------------------------- | ----- |
| 2024 | Prémio Literário José Saramago                 | [ 2 ] |
| 2023 | Prémio Literário Revelação Agustina Bessa-Luís | [ 3 ] |